# Vertigo: Live from Chicago
Vertigo: Live from Chicago – wideo rockowej grupy U2, będące zapisem jej pierwszego amerykańskiego koncertu w ramach trasy: Vertigo Tour. Zostało nagrane 9 i 10 maja 2005 roku w United Center, w Chicago, a wydane 14 listopada tego samego roku na DVD. Występ został sfilmowany przez Hamisha Hamiltona, który nakręcił również pozostałe DVD z koncertami U2.
W Polsce wydawnictwo uzyskało certyfikat złotej płyty DVD.

## Lista utworów
1. „City of Blinding Lights”
2. „Vertigo”
3. „Elevation”
4. „Cry / The Electric Co.”
5. „An Cat Dubh / Into the Heart”
6. „Beautiful Day”
7. „New Year’s Day”
8. „Miracle Drug”
9. „Sometimes You Can’t Make It on Your Own”
10. „Love and Peace or Else”
11. „Sunday Bloody Sunday”
12. „Bullet the Blue Sky”
13. „Running to Stand Still”
14. „Pride (In the Name of Love)”
15. „Where the Streets Have No Name”
16. „One”
17. „Zoo Station”
18. „The Fly”
19. „Mysterious Ways”
20. „All Because of You”
21. „Original of the Species”
22. „Yahweh”
23. „40”

## Bonusowy dysk DVD
Drugi dysk dostępny był w digipackowej wersji deluxe DVD. Zawierał on bonusowe materiały:
- Film dokumentalny o trasie koncertwej
- Urywki trasy koncertowej

1. „Love and Peace or Else”
2. „An Cat Dubh”/”Into the Heart”
3. „Cry”/”Electric Co.”
4. „Running To Stand Still”

- „Sometimes You Can't Make It On Your Own”: wideo alternatywne.